# Margaret Ashton
Margaret Ashton (geboren am 19. Januar 1856 in Withington bei Manchester; gestorben am 15. Oktober 1937 in Didsbury) war eine englische Frauenwahlrechtsaktivistin, Lokalpolitikerin, Pazifistin und Philanthropin. Sie war die erste Frau im City Council (Stadtrat) von Manchester.

## Leben und Wirken

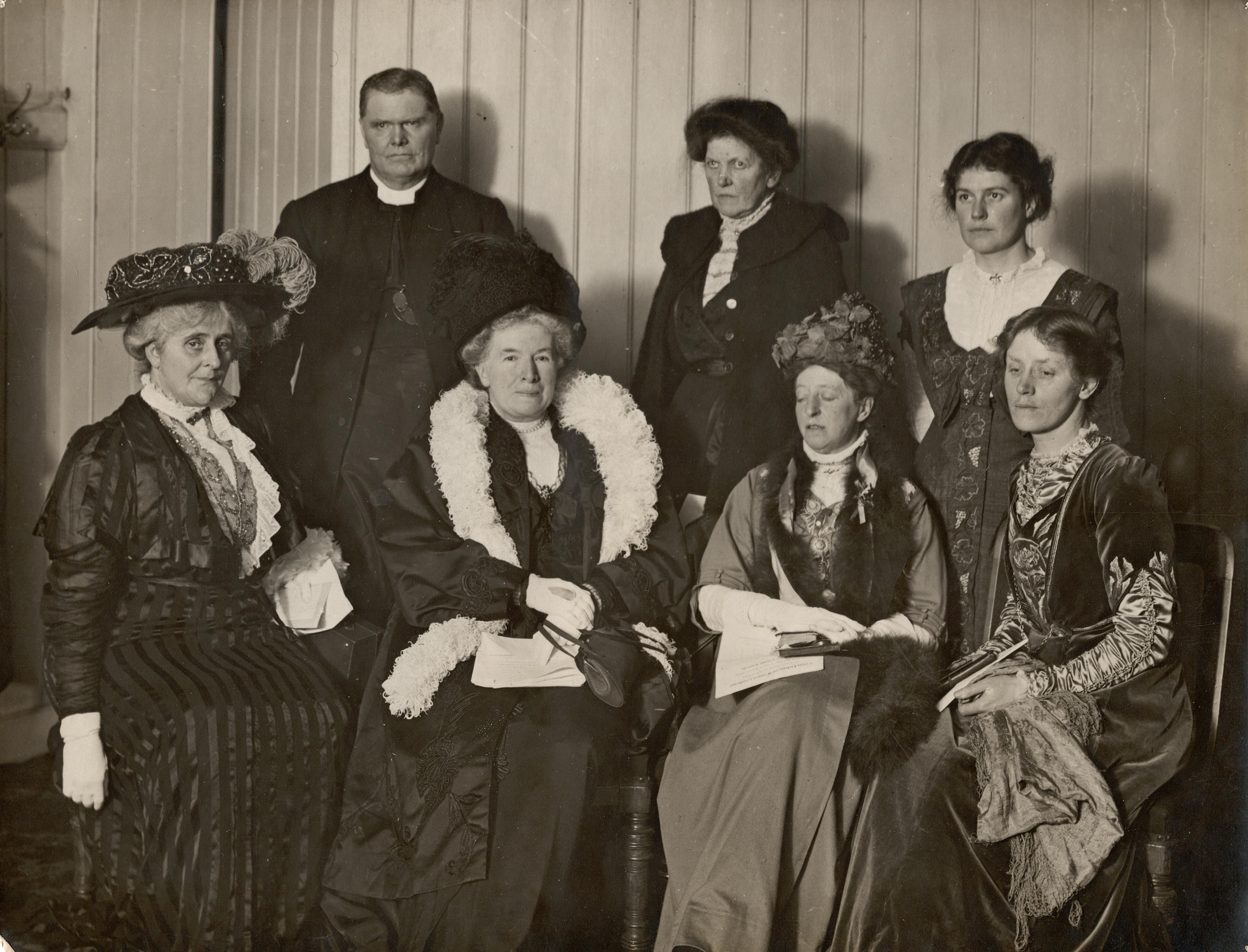
Eine Debatte in der „Free Trade Hall“ zwischen Frauenwahlrechtlerinnen und GegnerInnen. Ashton ist die dritte von links in der Vorderreihe.

Margaret Ashton war die Dritte von sechs Töchtern und drei Söhnen von Thomas Ashton, einem wohlhabenden Baumwollfabrikanten. Ihr Vater war ein Unitarier und ein aktives Mitglied der Liberal Party; er hatte fortschrittliche Vorstellungen von einer Sozialreform.

### Lokalpolitikerin in Manchester
Nach dem Tod ihres Vaters 1898 wurde Margaret aktiver in der Politik und wurde 1900 in den „Withington Urban District Council“ (Bezirksrat von Withington) gewählt. Acht Jahre später wurde sie die erste Frau im Stadtrat von Manchester. Sie war die erste Frau, die sich um die Wahl als Stadträtin im „Manchester City Council“ bewarb und 1906 für den Distrikt von Manchester-Withington gewählt wurde. Als Mitglied des Komitees für das Gesundheitswesen (Manchester's public health committee) und als Vorsitzende des Unterkomitees für die Wohlfahrt von Mutter und Kind (maternity and child welfare subcommittee) unterstützte Ashton städtische Mütterkliniken und förderte ein Programm kostenloser Milch für Kleinkinder und junge Mütter. 1914 begründete sie zusammen mit der Ärztin Catherine Chisholm (1878–1952) das „Manchester Babies Hospital“.

### Frauenwahlrechtsaktivistin und Pazifistin
1906 trat Ashton aus der Liberalen Partei aus, als es für sie klar wurde, dass Henry Campbell-Bannerman entschieden hatte, dass seine Regierung keine Zeit haben würde, zu erlauben, dass das Gesetzgebungsverfahren wegen des Frauenwahlrechts seinen parlamentarischen Lauf nehmen könne. Ashton wurde Vorstandsmitglied der „North of England Society for Women's Suffrage“ und unterstützte die Zeitschrift The Common Cause finanziell.
Ashton blieb immer den verfassungsmäßigen Methoden treu, mit Hilfe derer man das Stimmrecht für Frauen gewinnen wollte. Wie viele andere Mitglieder der NUWSS hatte sie Angst vor den militanten Aktionen der Women's Social and Political Union (WSPU) und fürchtete die Entfremdung möglicher Unterstützer des Frauenwahlrechts durch diese Militanz. Ashton bewunderte den Mut der Suffragetten und 1906 schloss sie sich mit Millicent Fawcett und Lilias Ashworth Hallett zusammen, um das Bankett im Savoy zu organisieren, das die Entlassung von WSPU-Gefangenen aus dem Holloway-Gefängnis feierte

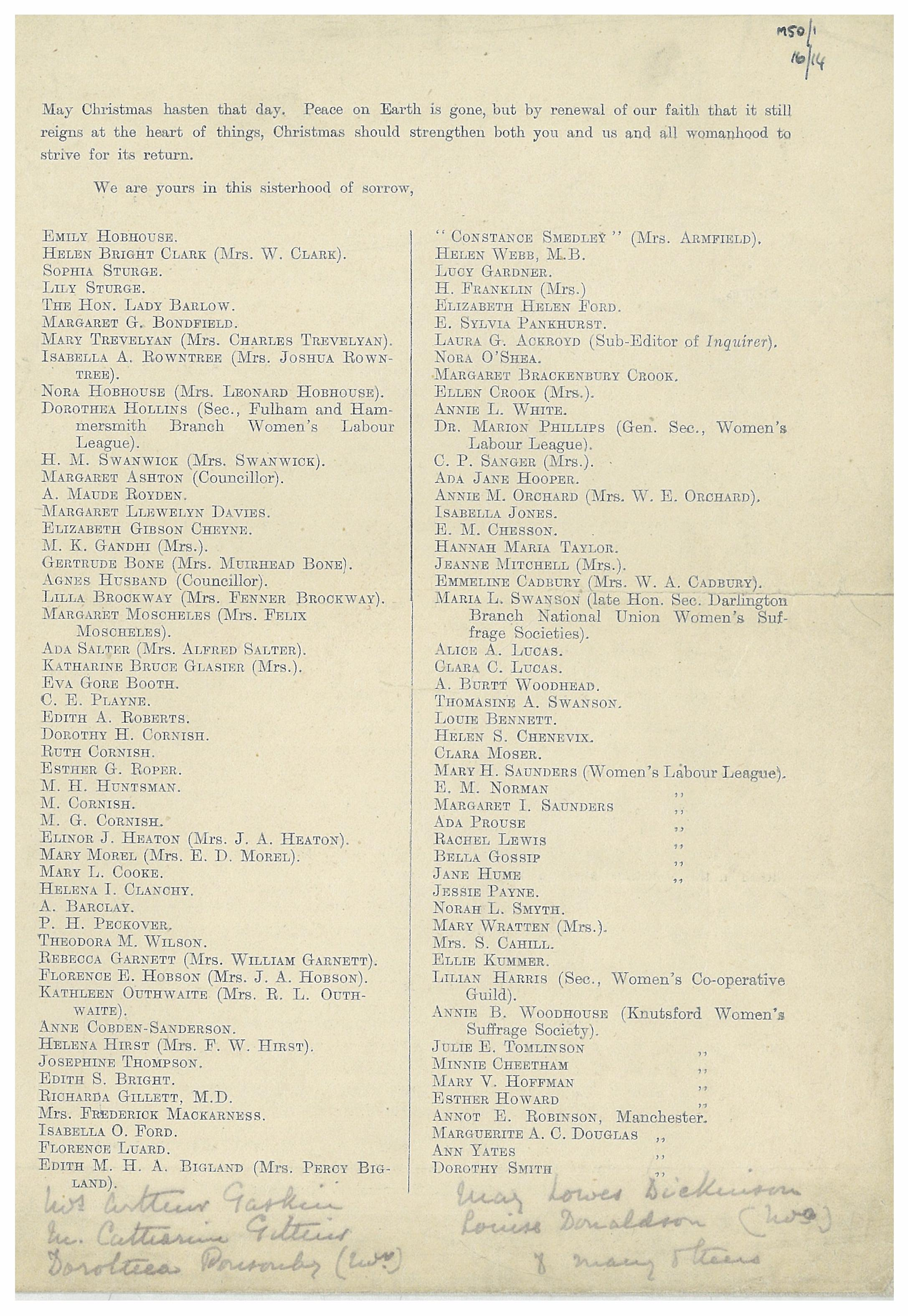
Der Offene Weihnachtsbrief von 1914, den auch Ashton unterschrieb

Mit Ausbruch des Ersten Weltkriegs 1914 war Ashton ein Teil der internationalistischen Minderheit, die sich von der National Union of Women's Suffrage Societies und der Bewegung der Suffragetten trennte. Sie war eine Unterzeichnerin des „Offenen Weihnachtsbriefes“. Dieser zum ersten Weihnachtsfest des Ersten Weltkriegs publizierte „Open Christmas Letter“ war eine öffentliche Weihnachtsbotschaft für den Frieden „an die Frauen in Deutschland und Österreich“, unterzeichnet von einer Gruppe von 101 britischen Suffragetten. Er wurde im Januar 1915 in der Zeitschrift Jus Suffragii veröffentlicht.
Sie rief auch einen Zweig der Women's International League for Peace and Freedom Manchester ins Leben.

### Unverstandene Pazifistin
Margaret Ashtons Pazifismus machte sie während des Ersten Weltkriegs unpopulär. Sie wurde als Pro-Deutsche abgestempelt und 1921 aus dem Stadtrat von Manchester ausgebootet. Ihre gesellschaftliche Arbeit wurde nie richtig anerkannt; ein Porträt von Henry Lamb, das ihren 70. Geburtstag ehren wollte, wurde von der „Manchester City Art Gallery“ (Kunstgalerie der Stadt Manchester) zurückgewiesen, ein Protest gegen ihre pazifistischen Ansichten.
In ihrem späteren Leben schloss sie sich dem „National Council of Women“ an und half mit bei der Gründung der „Manchester Women's Citizens Association“.
Mary Ashton starb in ihrem Heim, 12 Kingston Road, Didsbury, am 15. Oktober 1937.

## Ehrungen
1938 bildeten einige Freunde und Freundinnen und Bewunderer von Ashton ein Gedenkkomitee, das zwei Aktivitäten veranlasste:
- Stiftung eines Sessels in der Manchester Town Hall (Rathaussaal von Manchester) für den Gebrauch durch den Bürgermeister und andere Gäste. Auf der Rückseite des Sessels war eine Tafel angebracht, die ihre Verdienste verzeichnete.
- Eine alle zwei Jahre stattfindende Serie an Gedenkvorlesungen organisiert von der Victoria University of Manchester, die alternativ von der Universität und der Corporation of Manchester (Stadtverwaltung) durchgeführt wird. Die erste Vorlesung über die Viktorianer wurde am 20. März 1941 von Mary Stocks, der Prinzipalin des Westfield College, gegeben.[8]

1992 wurde die Harpurhey-High School für Mädchen als „Margaret Ashton Sixth Form College“ wiedereröffnet.
Ihr Name und Bild (und jenes von 58 anderen Unterstützern des Frauenwahlrechts) befindet sich auf dem Sockel der Millicent-Fawcett-Statue auf dem Parliament Square in London; er wurde Ende 2018 enthüllt.
Margaret Ashton ist eine von sechs Frauen, die auf einer Nominierungsliste für eine neue öffentliche Statue in Manchester stehen. Die Gewinnerin soll 2019 verkündet werden.